# Rando
Rando war ein alamannischer Gau-König (regalis) im 4. Jahrhundert.
368 überfiel Rando die Stadt Mogontiacum (das heutige Mainz), in der gerade ein Fest der christlichen Religion (vermutlich Ostern oder Pfingsten) gefeiert wurde. Da sich Kaiser Valentinian I. mit seinen Truppen in Trier aufhielt, konnte Rando ungehindert Menschen und Hausrat rauben.
Nach einem Feldzug gegen die Breisgauer, welche durch die Ermordung ihres Königs Vithicab führungslos geworden waren, führte Kaiser Valentinian einen Rachefeldzug gegen Rando. Dieser verschanzte sich mit seinen Truppen auf einer Höhenfestung und lieferte sich mit den Römern ein wechselvolles Gefecht, bei dem der Kaiser beinahe durch einen Hinterhalt Randos getötet wurde. Schließlich aber siegte Valentinian.